# 箱根駒ヶ岳

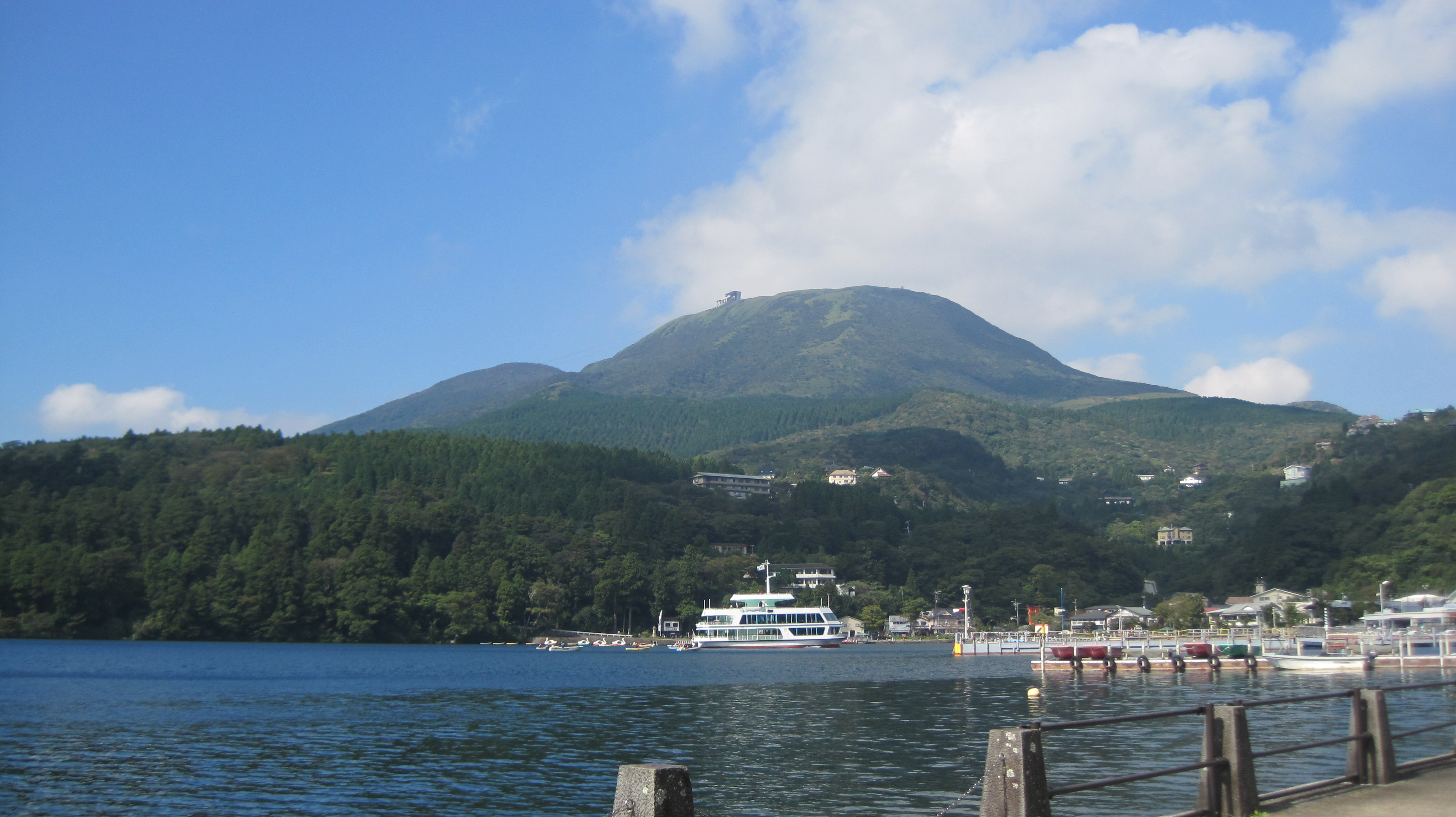
芦ノ湖から見る箱根駒ヶ岳

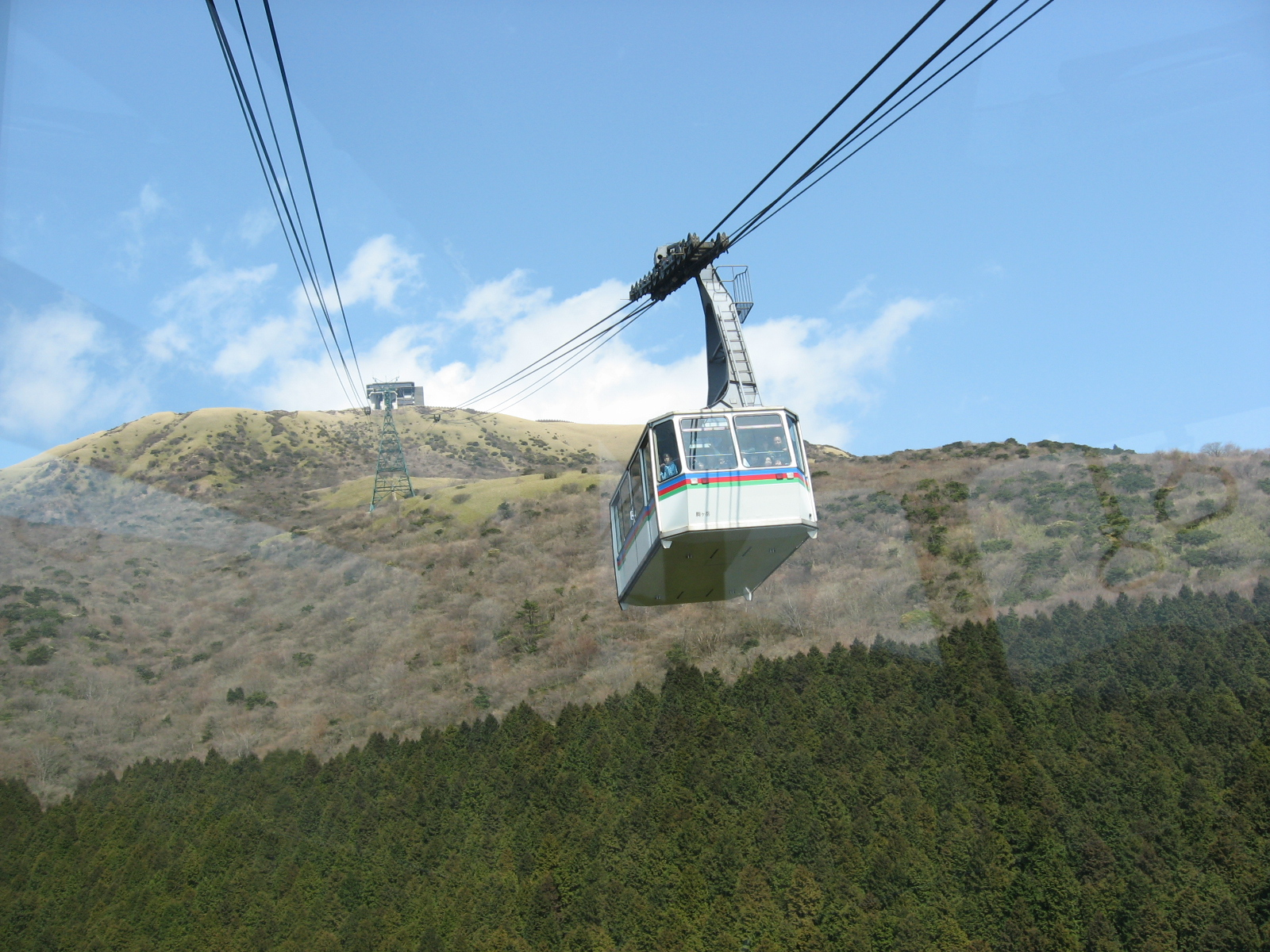
箱根 駒ヶ岳ロープウェーで箱根駒ヶ岳の山頂へ

箱根駒ヶ岳（はこねこまがたけ）は、箱根山の中央火口丘のひとつの峰で、神奈川県足柄下郡箱根町に所在し、標高は1,356メートル。単に駒ヶ岳とも表記される。頂上は草地で見晴らしがよく、芦ノ湖に面する箱根園から箱根 駒ヶ岳ロープウェーで頂上部まで登ることができる。
頂上には、箱根神社の奥宮に当たる「箱根元宮（はこねもとつみや）」（1964年建立）がある。

## ギャラリー

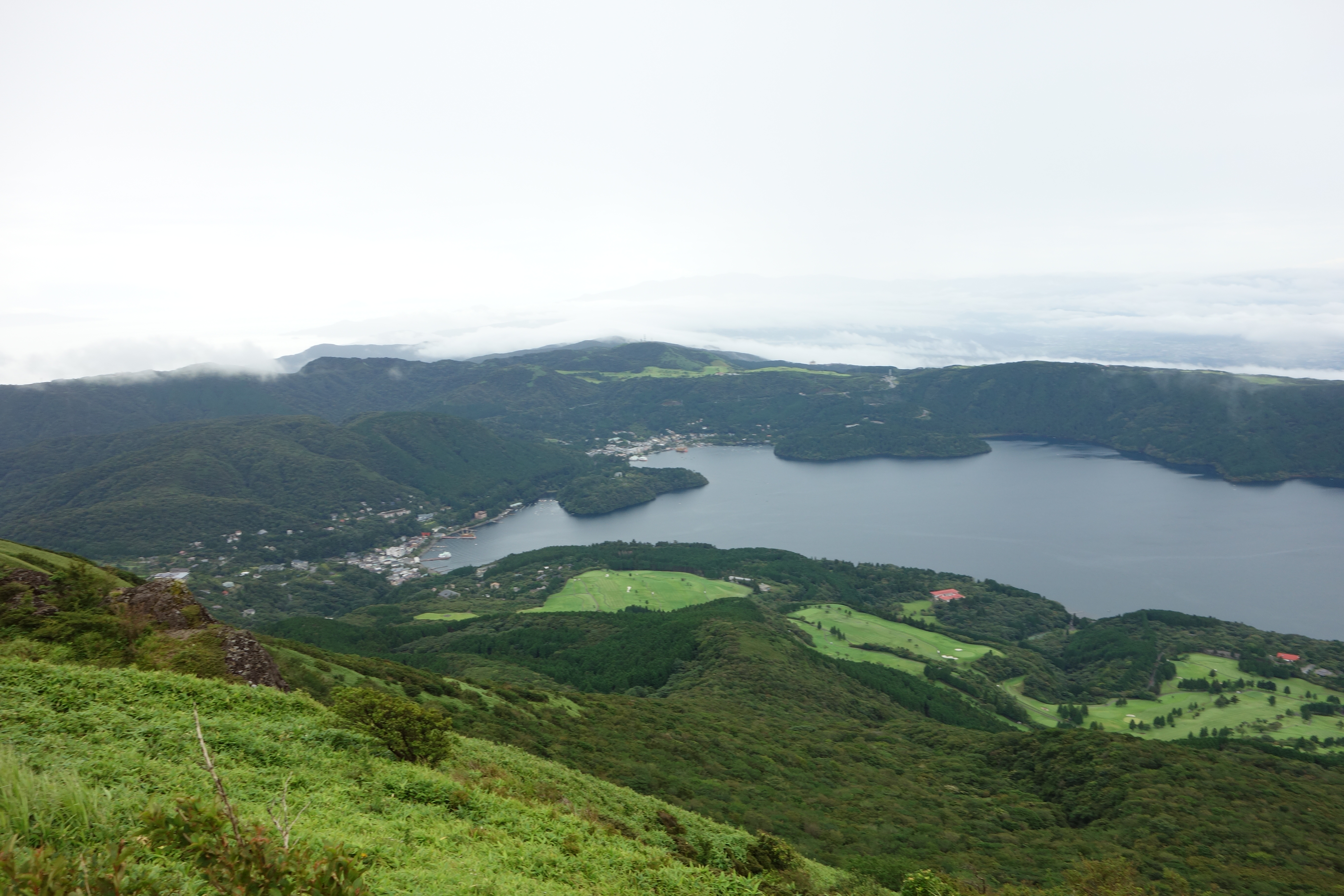
箱根駒ケ岳から芦ノ湖（南側）
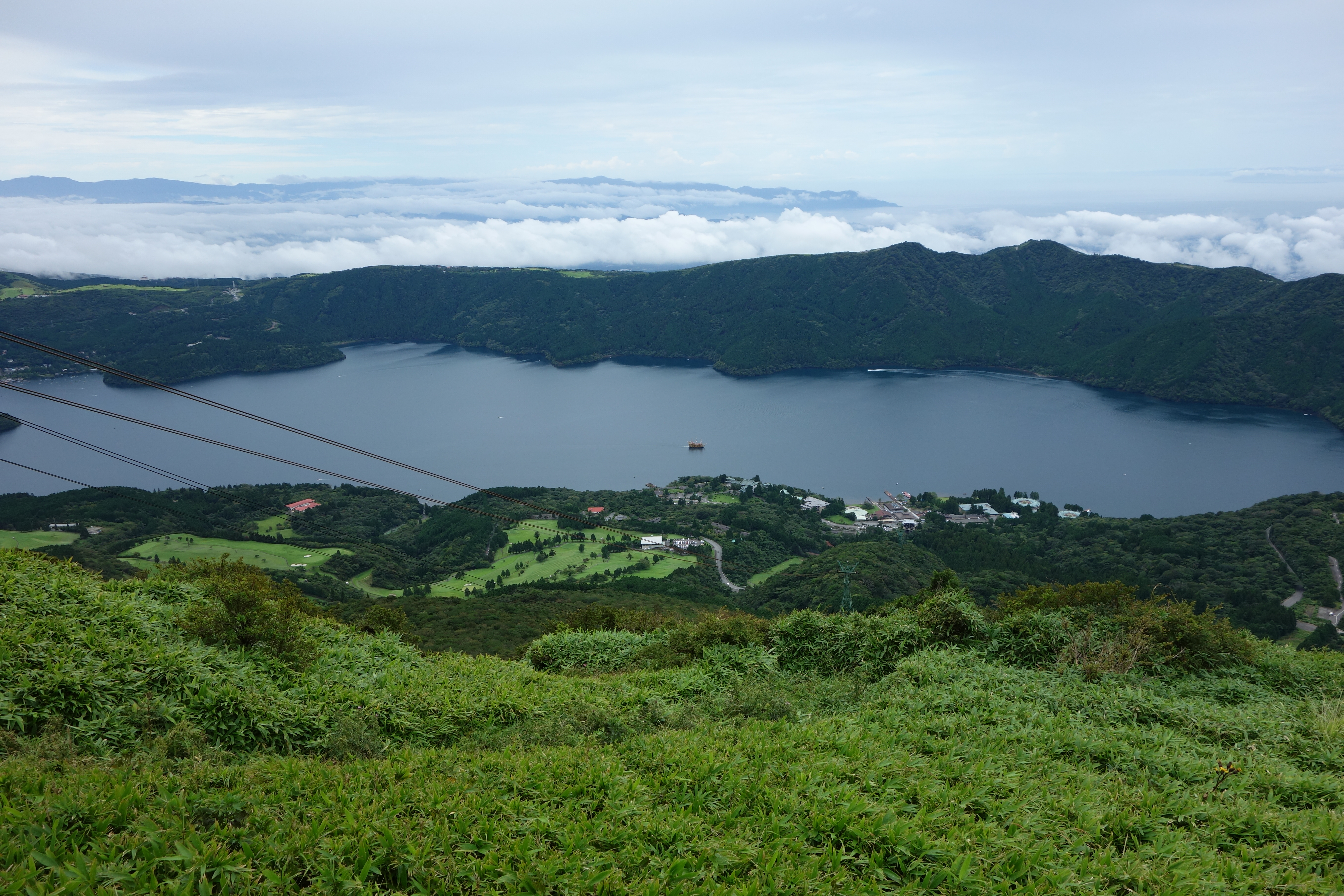
箱根駒ケ岳から芦ノ湖（北側）
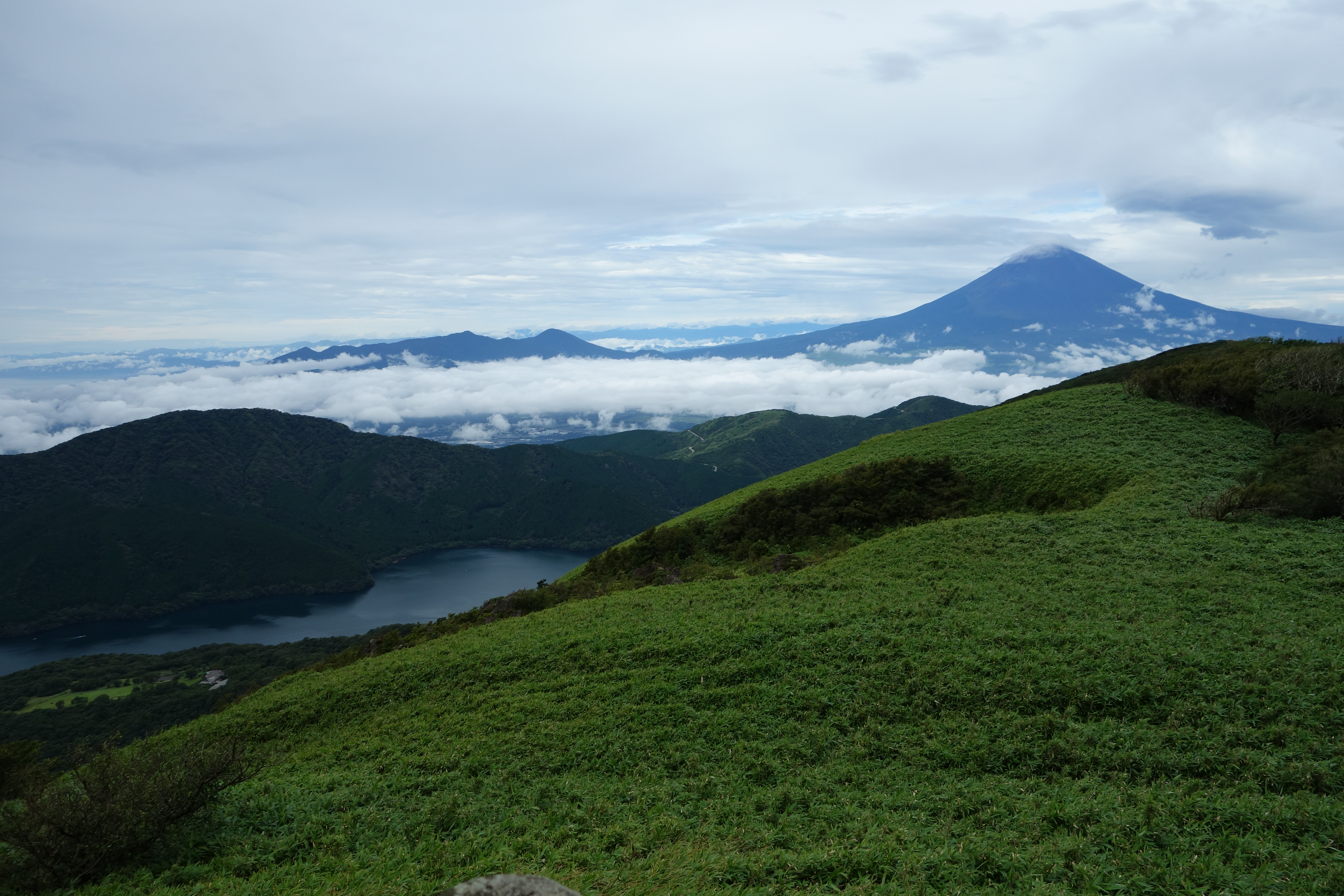
箱根駒ケ岳から芦ノ湖と富士山
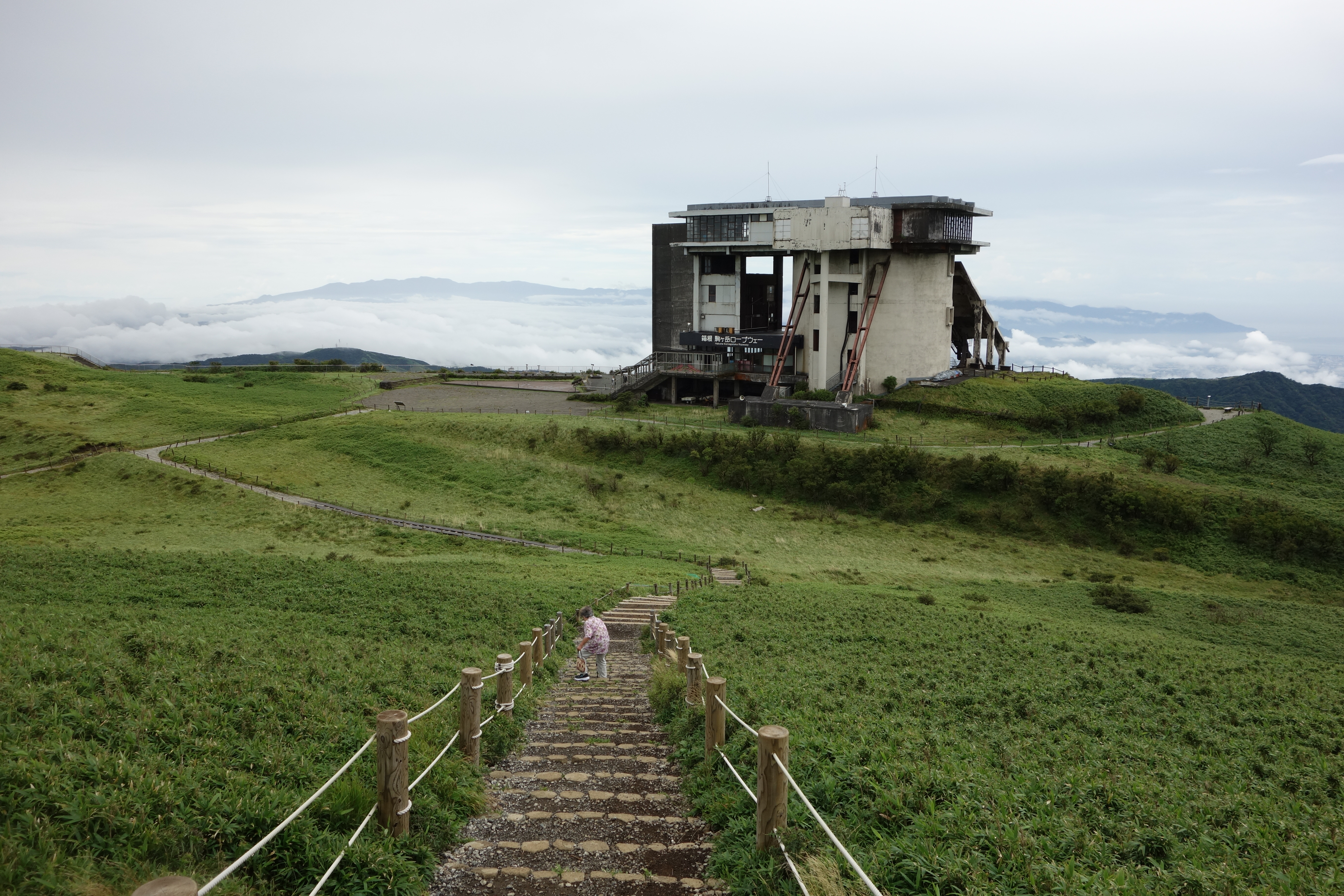
箱根駒ケ岳ロープウェー山頂駅
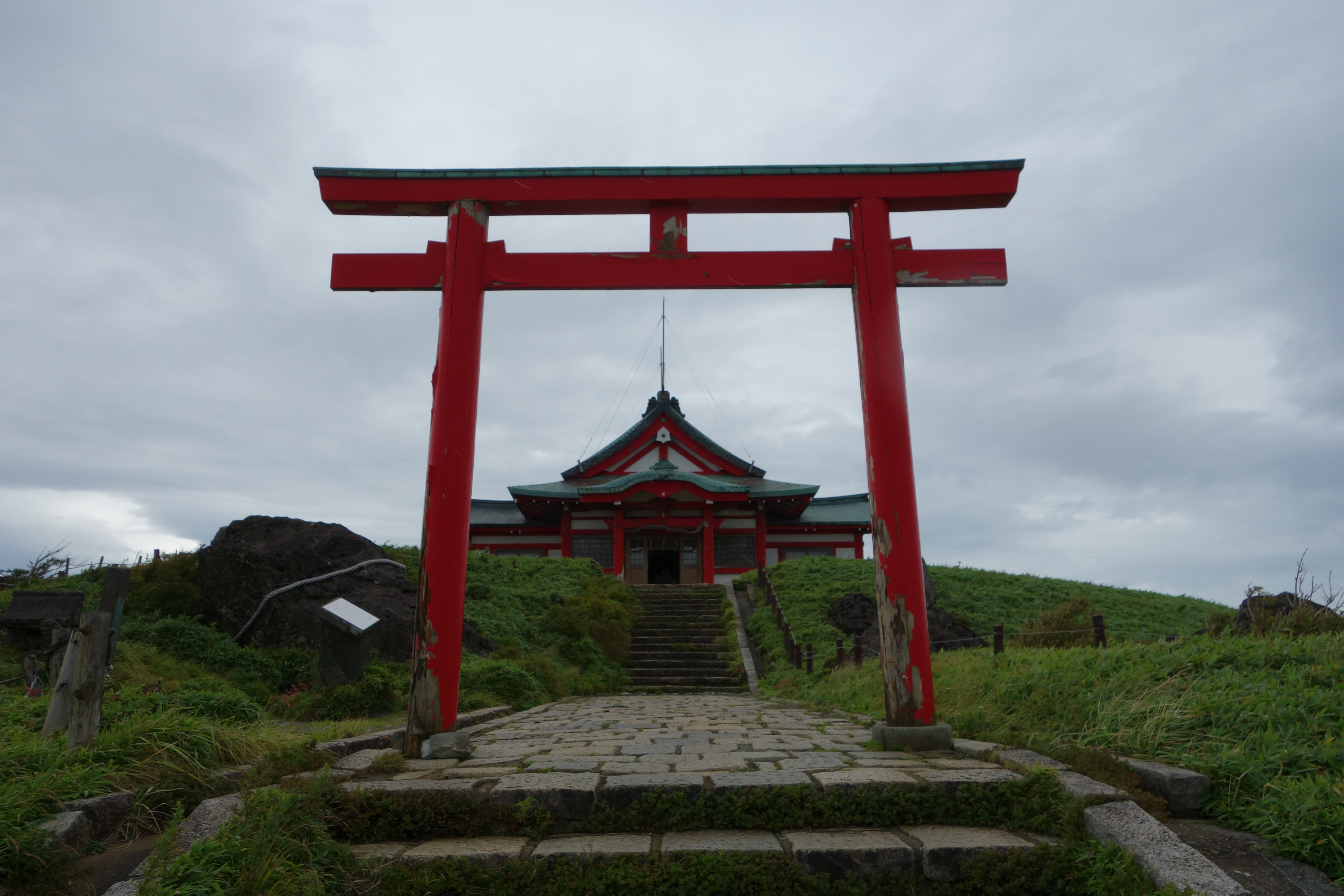
箱根元宮（箱根駒ケ岳）
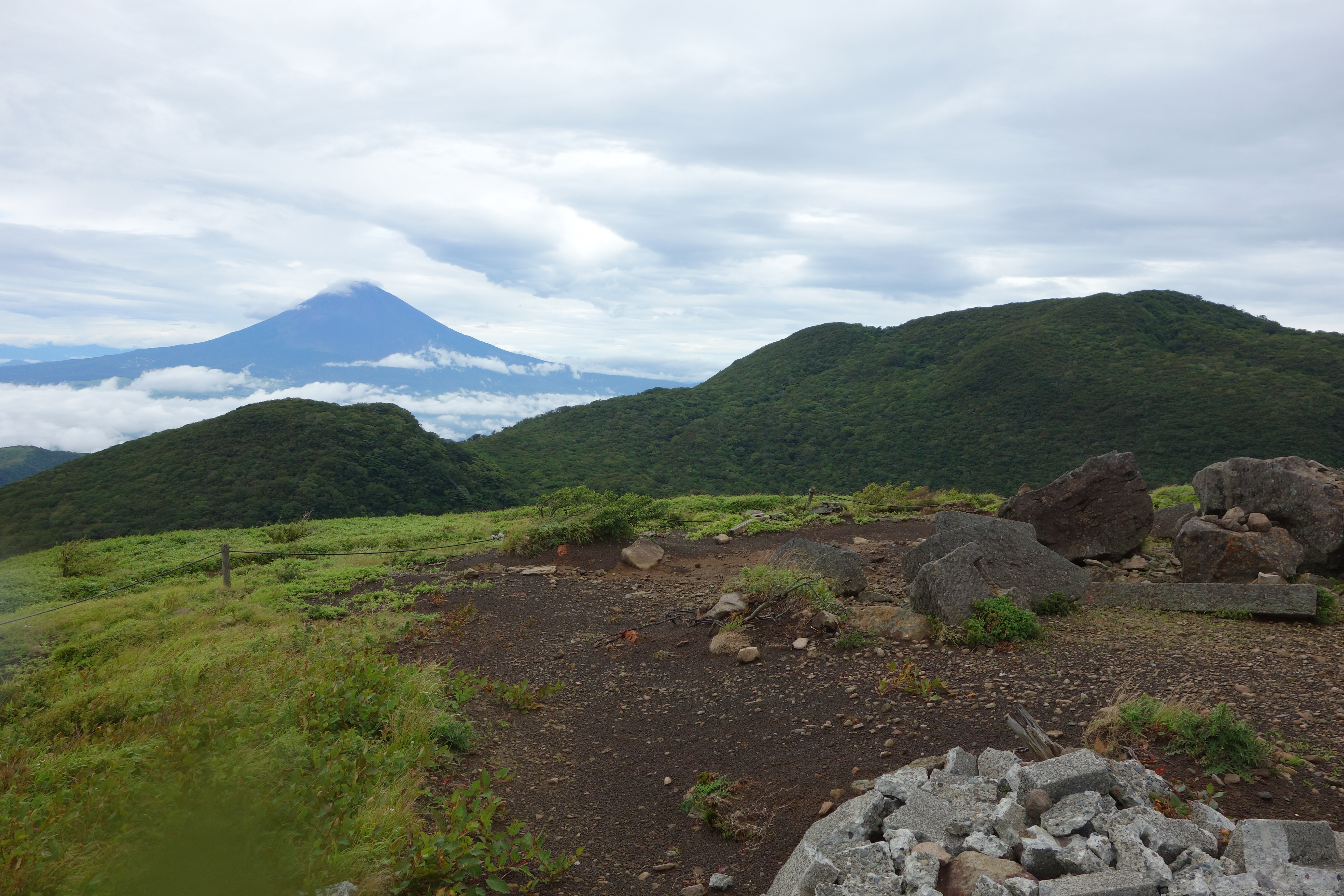
箱根駒ケ岳から富士山と神山